# SN 2003dm
SN 2003dm – supernowa odkryta 22 marca 2003 roku w galaktyce A113138+2534. W momencie odkrycia miała maksymalną jasność 19,20m.